# Moritz Dümmel

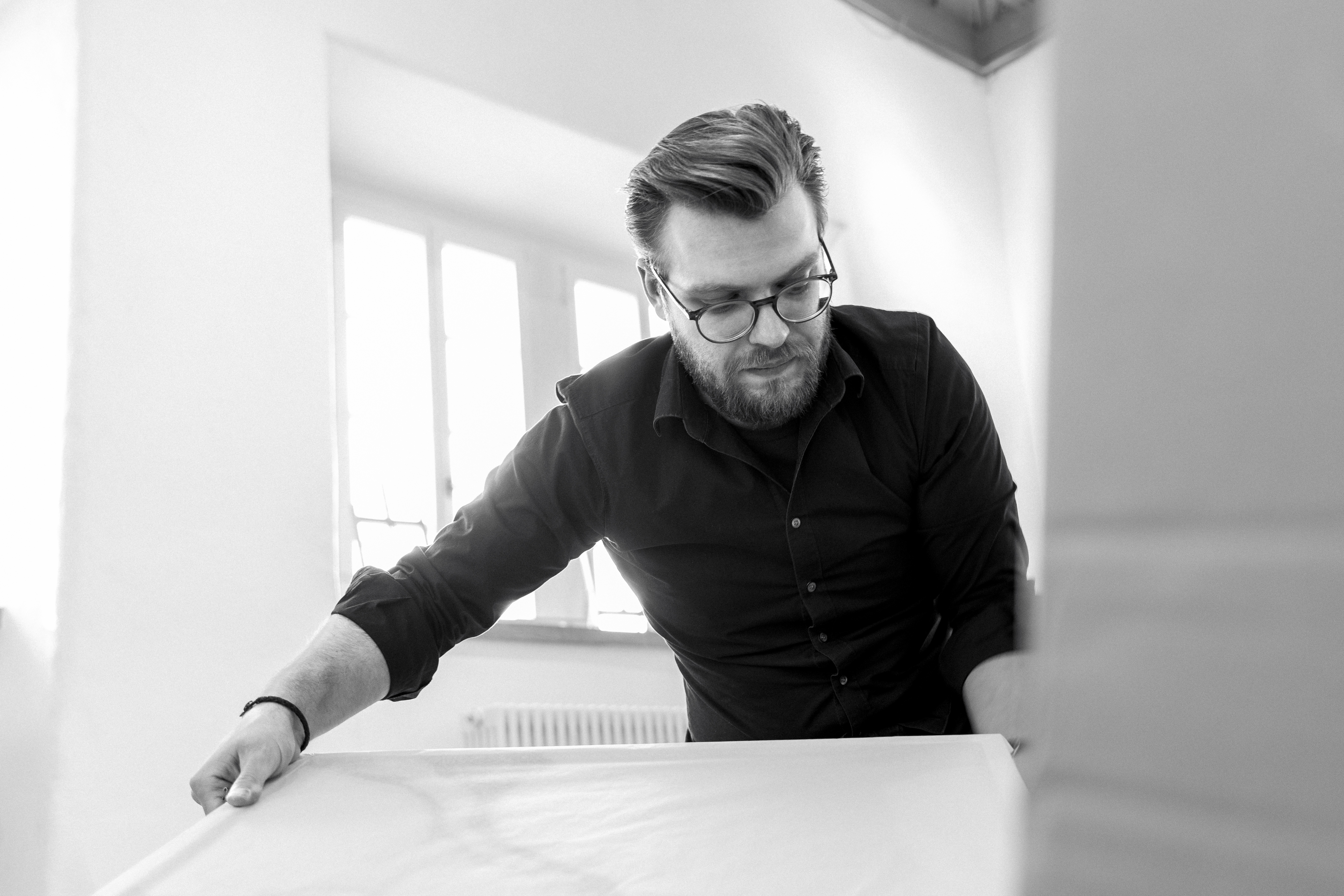
Moritz Dümmel während des Aufbaus einer seiner Ausstellungen in der Galerie im Kameralamt Waiblingen 2024.

Moritz Andreas Dümmel (* 1999 in Bad Cannstatt) ist ein deutscher Künstler.

## Biografie
Moritz Dümmel wurde 1999 in eine Grafikdesigner-Familie geboren. Die Mutter war zudem noch künstlerisch tätig. Während der Schulzeit erhielt er Kunstunterricht von dem Ludwigsburger Künstler und Bildhauer Bernd Zimmer. Er besuchte 2019 bis 2023 die Freie Kunstschule Stuttgart und studierte dort im Fachbereich Freie Grafik. Hier bekam er unter anderem Unterricht bei Andrej Dugin, Frederick Daniel Bunsen und Thomas Heger.
Dümmel ist unter anderem in den Bereichen Zeichnung, Druckgrafik und Mixed Media der bildende Kunst künstlerisch tätig. Seit 2023 unterrichtet er Grafik und Mediales Gestalten an der Freien Kunstschule Stuttgart.
2021 übernahm er den 2. Vorsitz des Stuttgarter Künstlerbundes, seit 2025 ist er im Vorstand der Stockmayer-Stiftung Stuttgart tätig. Ihm wurde unter anderem das Atelierstipendium der Stadt Waiblingen für 2018, der Publikumspreis des Förderpreises Jung + Gegenständlich, des Bodenseekreises 2022, der Joseph-und-Anna-Fassbender-Preis der Stadt Brühl (Köln) 2023 und der Förderpreis des VBKW Stuttgart 2024 verliehen.

## Werk
Dümmels großformatige Arbeiten (meist Kohlezeichnungen) kreisen stets um das Motiv der Tür. Kombiniert werden die Türdarstellungen mit liegenden weiblichen Aktfiguren und Graffiti. Mit der Verbindung dieser Motive gehen verschiedene Darstellungsarten einher: Im Spiel von Licht und Schatten mit fein abgestuften Grautönen modelliert, werden die Türen in detailgetreuem Realismus wiedergegeben. Die Aktfiguren hingegen sind stark linear aufgefasst und vor allem durch ihre prominenten schwarzen Konturen definiert. Ausschnitthaft in variierenden Blickwinkeln ins Bild gesetzt, erscheinen die Körper in extremer perspektivischer Verkürzung. Die Graffiti schließlich werden ihrer Farbigkeit wie auch ihrer ursprünglichen kommunikative Funktion beraubt. Die einzelnen Tags sind kaum auseinanderzudividieren, ihre Botschaften und Bedeutungen nicht mehr zu entschlüsseln. Sie fungieren als rein grafisch-lineares Element in Schwarz oder Weiß, büßen ihre plakative Wirkung zugunsten der Einbindung in den gestalterischen Gesamtkontext ein.

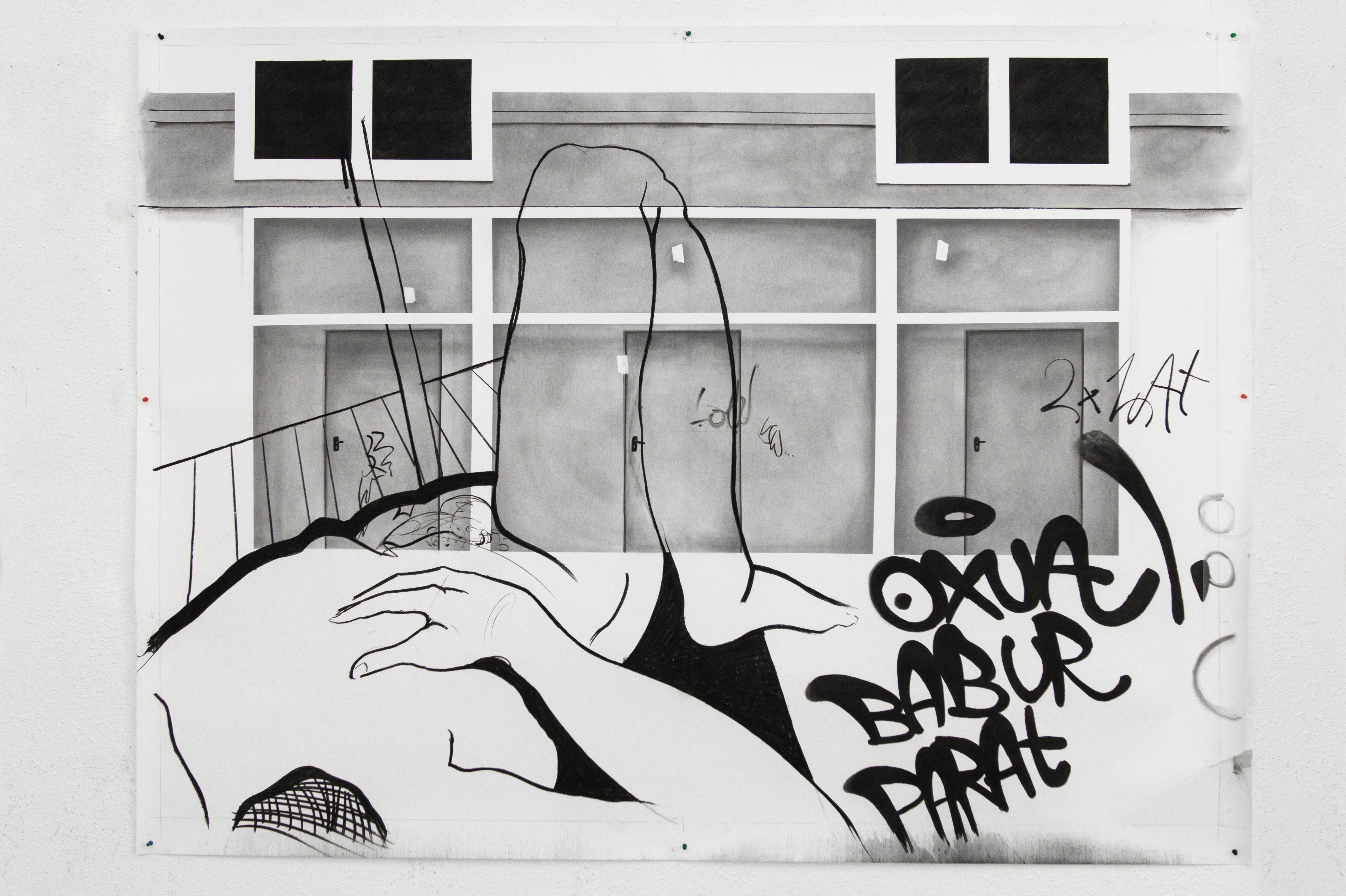
Großformatige Kohlezeichnungen wie das Werk o.T. (Nr. 03) von 2023 entstammen aus der Serie An der Schwelle und behandelt das Thema von urbaner Stadtlandschaft, Intimität und dem Verhältnis zwischen Innen und Außen.

Die verschiedenen Elemente und Bildebenen überlagern und durchdringen sich gegenseitig, sodass ein starker Verfremdungseffekt entsteht: Teils scheinen Hauptmotiv und Grund durch die gleiche Strichqualität in dieselbe Bildebene geholt; die Grenzen zwischen Vorder-, Mittel- und Hintergrund verschwimmen. Linie und Fläche, Figur und Raum erscheinen in einem komplexen Spannungsfeld verschränkt.

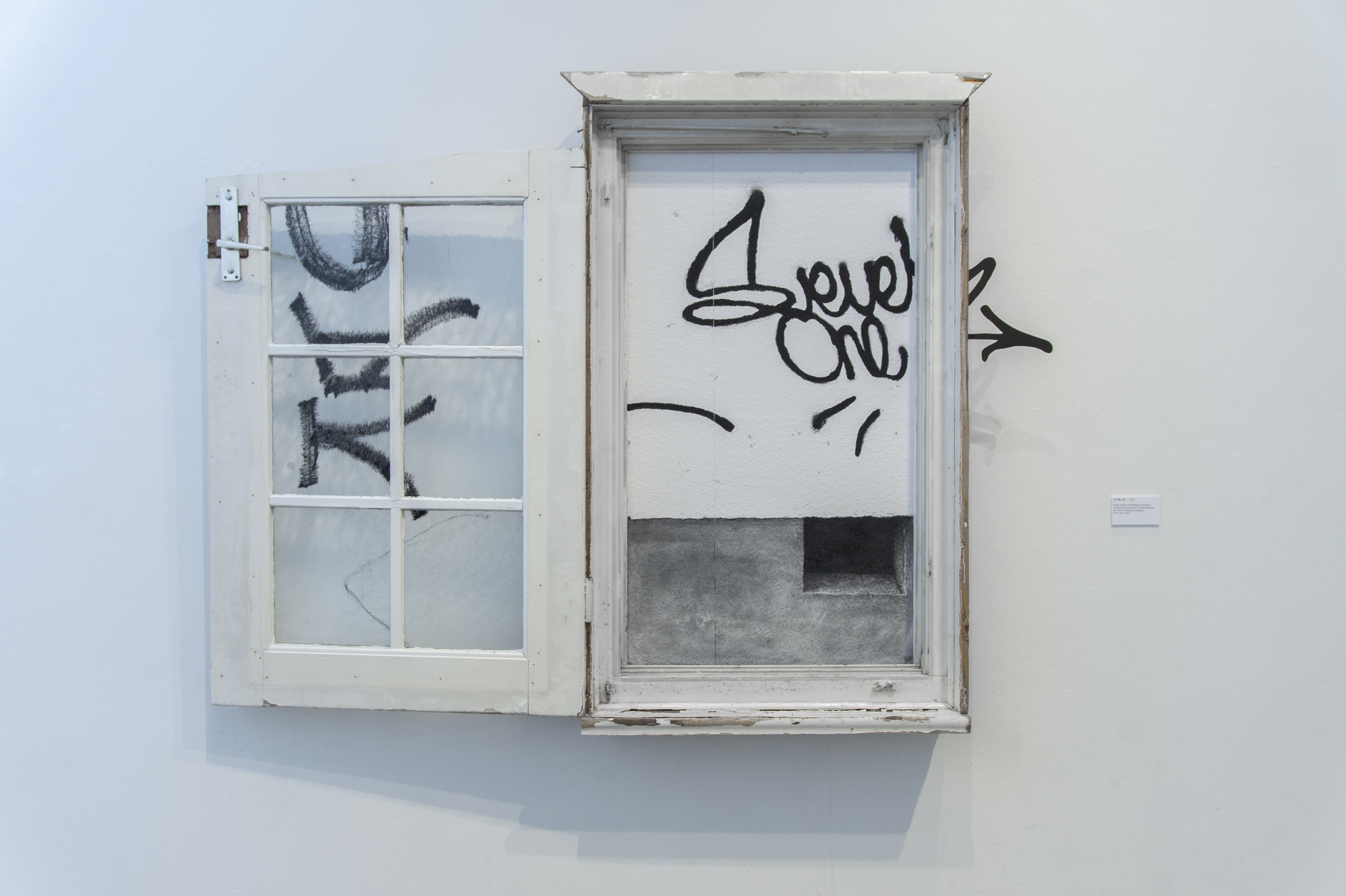
Dümmel kombiniert oft Abrisselemente aus Museen oder anderen Kunstinstitutionen mit seinen Zeichnungen und fügt sie zu einem neuen Ganzen zusammen, wie hier in seinem Werk o.T. (Nr. 12) von 2023.

Die motivische Collage findet eine Entsprechung im faktischen Zusammenfügen der Bildträger aus unterschiedlichen Materialien: Neben herkömmlichem Papier dient Raufasertapete als Zeichengrund, deren charakteristische Struktur sich teils zeichnerisch in den glatten Bildpartien nachgeahmt findet: Ein Spiel von Sein und Schein entsteht. Hinzu kommen Teile von ausrangierten Türen, Fenstern und Stellwänden, die sämtlich aus Institutionen wie Kunstschulen und Museen stammen, sogar ein Stück Teppich aus einem Ausstellungsraum findet Verwendung – die Materialwahl spielt an auf die Frage, in welchen Räumen und Kontexten Kunst entsteht und betrachtet wird.
Im bewussten Bruch mit Erwartungen fordert Dümmel so eingefahrene Sehgewohnheiten heraus, spielt mit gängigen Vorstellung räumlicher Ordnung und lässt eine rätselhaft-irreale Bildwirklichkeit entstehen. Die Kombination nicht sinnhaft zusammengehöriger Motive und verschiedener Darstellungsmodi vom Fotorealistischen bis zum betont Grafischen, vom Detailgetreuen bis zum Kürzelhaften zeigt nicht nur die Bandbreite an Gestaltungsmöglichkeiten auf. Seine Arbeiten hinterfragen damit auch grundlegende Mechanismen von Abbildlichkeit und Abstraktion. Sie führen zurück zu der für Dümmel zentralen Frage nach dem eigenen künstlerischen Weg, versinnbildlicht im Motiv der Tür.

## Ausstellungen (Auswahl)
- 2012 Europa: meine – deine – unsere Zukunft, 59. Europäischer Wettbewerb, Rathaus Waiblingen
- 2015 Kostbarkeiten, 18. Jugendkunstpreis Baden-Württemberg, Karlskaseren Ludwigsburg
- 2017 Eigenartig, 20. Jugendkunstpreis Baden-Württemberg, Karlskaserne, Ludwigsburg
- 2018 Atelierstipendium, Galerie im Kameralamt, Waiblingen
- 2019 Bilderrausch, Galerie im Kameralamt, Waiblingen
- 2021 To the point, Art-Road-Way-Kunstschule, Ammerbuch bei Tübingen
- 2022 Bilderrausch II, Galerie im Kameralamt, Waiblingen
- 2022 Mach Dein Ding!, Förderpreis „Jung + Gegenständlich“, Galerie Rotes Haus, Meersburg am Bodensee
- 2023 Soloausstellung anlässlich des „Joseph und Anna Fassbender“ – Preises, Brühler Kunstverein, in Brühl (Köln)
- 2024 An der Schwelle, Galerie Oberlichtsaal Sindelfingen, Sindelfingen
- 2024 Zwischen Welten, Galerie K3 Königsfeld im Schwarzwald
- 2025 An der Schwelle, Galerie der Stockmayer-Stiftung, Stuttgart

## Ausstellungsbeteiligung (Auswahl)
- 2012 Ausstellung im Rahmen des 59. Europäischen Wettbewerbs, Rathaus der Stadt Waiblingen
- 2015 Ausstellung des 18. Jugendkunstpreises Baden-Württemberg, Karlskaserne Ludwigsburg
- 2017 Ausstellung des 20. Jugendkunstpreises Baden-Württemberg, Karlskaserne Ludwigsburg
- 2018 Stipendiumsausstellung, Galerie im Kameralamt Waiblingen
- 2019 „Bilderrausch“, Galerie im Kameralamt Waiblingen
- 2022 „Bilderrausch II“, Galerie im Kameralamt Waiblingen
- 2022 „Mach Dein Ding!“, Rotes Haus Meersburg, Galerie Bodenseekreis, Meersburg am Bodensee
- 2023 „Kunstpreis zum Aschermittwoch“, Freien Kunstschule Stuttgart
- 2023 „Unterm Strich“, Galerie 21.06 in Ravensburg
- 2024 „15“ – Dozentenausstellung der Freien Kunstschule Stuttgart, Rathaus Stuttgart
- 2024 „Bilderrausch 4“, Galerie im Kameralamt Waiblingen
- 2024 „Neue Mitglieder – VBKW-Förderpreis 2024“, Gustav-Siegle Haus, Kunstbezirk Stuttgart
- 2024 Sommerausstellung, Galerie K3 Königsfeld im Schwarzwald

## Stipendien
- 2018 Atelierstipendium der Stadt Waiblingen

## Auszeichnungen (Auswahl)
- 2022 Publikumspreis im Wettbewerb „jung und gegenständlich“ des Bodenseekreises[7]
- 2023 „Kunstpreis zum Aschermittwoch“ der Freien Kunstschule Stuttgart
- 2023 Preisträger des 33. „Josef und Anna Fassbender Preises“ der Stadt Brühl[8]
- 2024 Förderpreis des Verbandes Bildender KünstlerInnen Baden-Württemberg[6]

## Sammlungen
- Sammlung Landkreis Bodenseekreis, Friedrichshafen